# Vládní obvod Gießen
Vládní obvod Gießen (německy Regierungsbezirk Gießen) je jeden ze tří vládních obvodů spolkové země Hesensko v Německu. Skládá se ze pěti zemských okresů. Hlavním městem je Gießen. V roce 2010 zde žilo 1 041 271 obyvatel.

## Zemské okresy
1. Gießen
2. Lahn-Dill (Lahn-Dill-Kreis)
3. Limburg-Weilburg
4. Marburg-Biedenkopf
5. Vogelsberg (Vogelsbergkreis)